# Florence Lacey
Florence Lacey (McKeesport, 22 luglio 1949) è un'attrice e contralto statunitense, nota soprattutto come interprete di musical.

## Biografia
Florence fa il suo debutto professionale nel tour statunitense del musical di Jerry Herman Hello, Dolly! con la protagonista originale, Carol Channing nel ruolo di Dolly e la Lacey nel ruolo di Irene Molloy; per la sua interpretazione vince il Theatre World Award. Florence interpreterà nuovamente il ruolo di Irene nel tour del 1994 e nel revival di Broadway del 1995, lavorando anche come prima sostituta della settantaquattrenne Channing nel ruolo principale. Nel 1979 è Marianne nel musical The Grand Tour, insieme al Premio Oscar Joel Grey. Dal 1982 interpreta Evita Perón a Broadway nel musical Evita: resterà nel musical fino alla fine delle repliche, nel giugno 1983, per poi unirsi al primo e al terzo tour statunitense di Evita ed infine anche al tour mondiale. Florence Lacey ha interpretato discontinuamente il ruolo di Evita per dodici anni e per quasi quattromila repliche.
Nel 1996 interpreta Fantine nella produzione di Broadway di Les Misérables con Ricky Martin e nel 2002 è Yvonne e Naomi nella produzione del Kennedy Center del musical Premio Pulitzer di Stephen Sondheim Sunday in the Park With George. L'anno successivo è l'interprete principale di un altro musical di Sondheim, Follies, in cui interpreta la fragile Sally Durant Plummer; nel 2010 è Norma Desmond nella produzione del Signature Theatre di Sunset Boulevard. Nel 2011 torna al Kennedy Center nel musical Follies, questa volta nel ruolo minore di Sandra Crane: con Follies torna a Broadway nel 2011 dopo tredici anni di assenza; oltre ad interpretare Sandra, Florence è la prima sostituta di Bernadette Peters per il ruolo di Sally Plummer e di Elaine Paige per il ruolo di Carlotta. Resta nel musical fino alla chiusura a Broadway (gennaio 2012) e nella trasferta a Los Angeles del musical (maggio 2012). Nel recita nuovamente al Signature Theatre nel 2016 in un revival del musical di Maury Yeston Titanic e nel 2017 in un revival di A Little Night Music.
È sposata con il direttore d'orchestra Tim Stella.

## Teatrografia
- Poor Pitiful Pittsburgh, Pittsburgh (1970)
- Broadway Tonight, Pittsburgh (1971)
- Hello, Dolly!, tour statunitense (1977)
- Hello, Dolly!, Broadway (1978)
- The Grand Tour, Broadway (1979)
- Evita, tour statunitense (1980)
- Elizabeth and Essex, Off-Off Broadway (1980)
- Evita, Broadway (1982)
- Evita, tour statunitense (1982)
- Evita, Music Fair Circuit (1985)
- Evita, tour internazionale (1989)
- Pal Joey, East Haddam (1990)
- Hello, Dolly!, tour statunitense (1994)
- Hello, Dolly!, Broadway (1995)
- Les Misérables, Broadway (1996)
- An Evening with Jerry Herman, Broadway (1998)
- The Rhythm Club, Arlington (2000)
- Sunday in the Park with George, Washington (2002)
- The Gospel According to Fishman, Arlington (2002)
- The Rhythm Club, New York (2002)
- Follies, Arlington (2003)
- One Red Flower, Arlington (2004)
- Saving Aimee, White Plains (2005)
- Nevermore, Arlington (2006)
- Trouble in Shameland, New York (2006)
- Saving Aimee, Arlington (2007)
- Ace, Arlington (2008)
- Sunset Boulevard, Arlington (2010)
- Follies, Washington e Broadway (2011)
- Follies, Los Angeles (2012)
- Crossing, Arlington (2013)
- Titanic, Arlington (2016)
- Kaleidoscope, Falls Church (2017)
- A Little Night Music, Arlington (2017)
- Witch, Falls Church (2018)
- A Little Night Music, Arlington (2022)